# Józef Fink
Józef Fink (ur. 23 października 1897 w Bachorzy, zm. 23 marca 1967 w Lubartowie) – polski ogrodnik, kawaler Orderu Virtuti Militari, starszy sierżant Wojska Polskiego.

## Życiorys
Urodził się w 23 października 1897 w majątku Bachorza, w rodzinie Piotra i Michaliny z Maliszewskich. Absolwent szkoły ludowej w Sokołowie. W młodości pracował u ojca jako ogrodnik.
16 czerwca 1916 wstąpił do Legionów Polskich i otrzymał przydział do 2. kompanii 1 pułku piechoty. W listopadzie 1918 wstąpił do odrodzonego Wojska Polskiego. W składzie 10. kompanii 7 pułku piechoty Legionów walczył na froncie polsko-bolszewickim. W międzyczasie awansował do stopnia starszego sierżanta.
W 1920 mianowany dowódcą I plutonu. Podczas ataku na Włodawę, na czele swojego oddziału brawurowym atakiem zlikwidował silny punkt oporu przeciwnika. Za bohaterstwo w walce odznaczony został Krzyżem Srebrnym Orderu Virtuti Militari. 20 lipca 1921 został zdemobilizowany. Mieszkał i pracował w Lubartowie. Wziął udział w kampanii wrześniowej. Zmarł w Lubartowie, pochowany na miejscowym cmentarzu.
Był żonaty z Teofilą Jezior, miał dzieci: Annę (ur. 1938), Leszka (1939), Andrzeja (1942), Piotra (1944), Jerzego (1949) Marię (1951).

## Ordery i odznaczenia
- Krzyż Srebrny Orderu Virtuti Militari nr 199[1][2][4]
- Krzyż Walecznych[5][2]

14 września 1936 Komitet Krzyża i Medalu Niepodległości odrzucił wniosek o nadanie mu tego odznaczenia „z powodu braku pracy niepodległościowej”.